# Джеймс Дуглас — Эвандер Холифилд
Джеймс Дуглас — Эвандер Холифилд (англ. James Douglas vs. Evander Holyfield) — двенадцатираундовый боксёрский поединок в тяжёлой весовой категории за титулы чемпиона мира по версиям WBA, WBC и IBF, между обладателем этих титулов Джеймсом Дугласом и бывшим чемпионом мира по этим же версиям в первом тяжёлом весе Эвандером Холифилдом.
Планировалось, что Холифилд проведёт поединок за три чемпионских титула в тяжёлом весе против Майка Тайсона, но в феврале 1990 года Тайсон проиграл титулы Дугласу. Поединок между Дугласом и Холифилдом состоялся 25 октября 1990 года на курорте The Mirage в Парадайсе (штат Невада, США). Поединок проходил с преимуществом претендента, который в третьем раунде нокаутировал чемпиона.
Для Дугласа этот поединок стал последним крупным поединком на профессиональном боксёром ринге, после боя он сделал паузу в карьере, и вернулся на ринг в июне 1996 года, проведя девять поединков (8 выиграл и 1 проиграл). Победа над Дугласом принесла Холифилду чемпионские титулы трём основным версиям в профессиональном боксе, в 1992 году Холифилд потерпел первое поражение от Риддика Боу и утратил титулы. Затем на протяжении дальнейшей карьеры Холифилд ещё несколько раз завоевывал чемпионские титулы, и несколько раз безуспешно на них претендовал. Последний свой поединок за титул чемпиона мира по одной из основных версий Холифилд провёл в 2008 году проиграв Николаю Валуеву.

## Андеркарт
В таблице перечислены результаты всех поединков боксёров.
В каждой строке указан результат поединка. Дополнительно номер поединка обозначен цветом, который обозначает итог поединка. Расшифровка обозначений и цветов представлена в нижеследующей таблице.
| Пример | Расшифровка                     |
| ------ | ------------------------------- |
|        | Победа                          |
|        | Ничья                           |
|        | Поражение                       |
|        | Планируемый поединок            |
|        | Поединок признан несостоявшимся |
| КО     | Нокаут                          |
| ТКО    | Технический нокаут              |
| PTS    | Решение судей (по очкам)        |
| UD     | Единогласное решение судей      |
| MD     | Решение большинства судей       |
| SD     | Раздельное решение судей        |
| RTD    | Отказ от продолжения боя        |
| DQ     | Дисквалификация                 |
| NC     | Поединок признан несостоявшимся |

| Боксёр                 | Итог боя  | Боксёр                  | Примечания                                                                 |
| ---------------------- | --------- | ----------------------- | -------------------------------------------------------------------------- |
| Джеймс Дуглас (29-4-1) | KO3 (12)  | Эвандер Холифилд (24-0) | Поединок за титулы чемпиона мира в тяжёлом весе по версиям WBA, WBC и IBF. |
| Риддик Боу (19-0)      | TKO2 (10) | Берт Купер (22-6)       | Рейтинговый поединок в тяжёлом весе.                                       |
| Эндрю Мейнард          | UD8 (8)   |                         | Рейтинговый поединок в полутяжёлом весе.                                   |
|                        | TKO1 (8)  |                         | Рейтинговый поединок в первом полусреднем весе.                            |
|                        | MD6 (6)   |                         | Рейтинговый поединок в первом среднем весе.                                |
|                        | UD4 (4)   |                         | Рейтинговый поединок в первом полусреднем весе.                            |
|                        | MD4 (4)   |                         | Рейтинговый поединок в первом среднем весе.                                |

## Комментарии
1. ↑  На тот момент существовало три основных организации в профессиональном боксе — WBA, WBC и IBF, а с 2007 года к ним стала причисляться и WBO.